# Georg Harder
Georg Harder (* 21. Oktober 1929 in Danzig; † 20. September 1985 in Leipzig) war ein deutscher marxistisch-leninistischer Gesellschaftswissenschaftler und Hochschullehrer am Franz-Mehring-Institut der Karl-Marx-Universität Leipzig zur Ausbildung von Lehrkräften für das marxistisch-leninistische Grundlagenstudium an den Hochschulen der DDR.

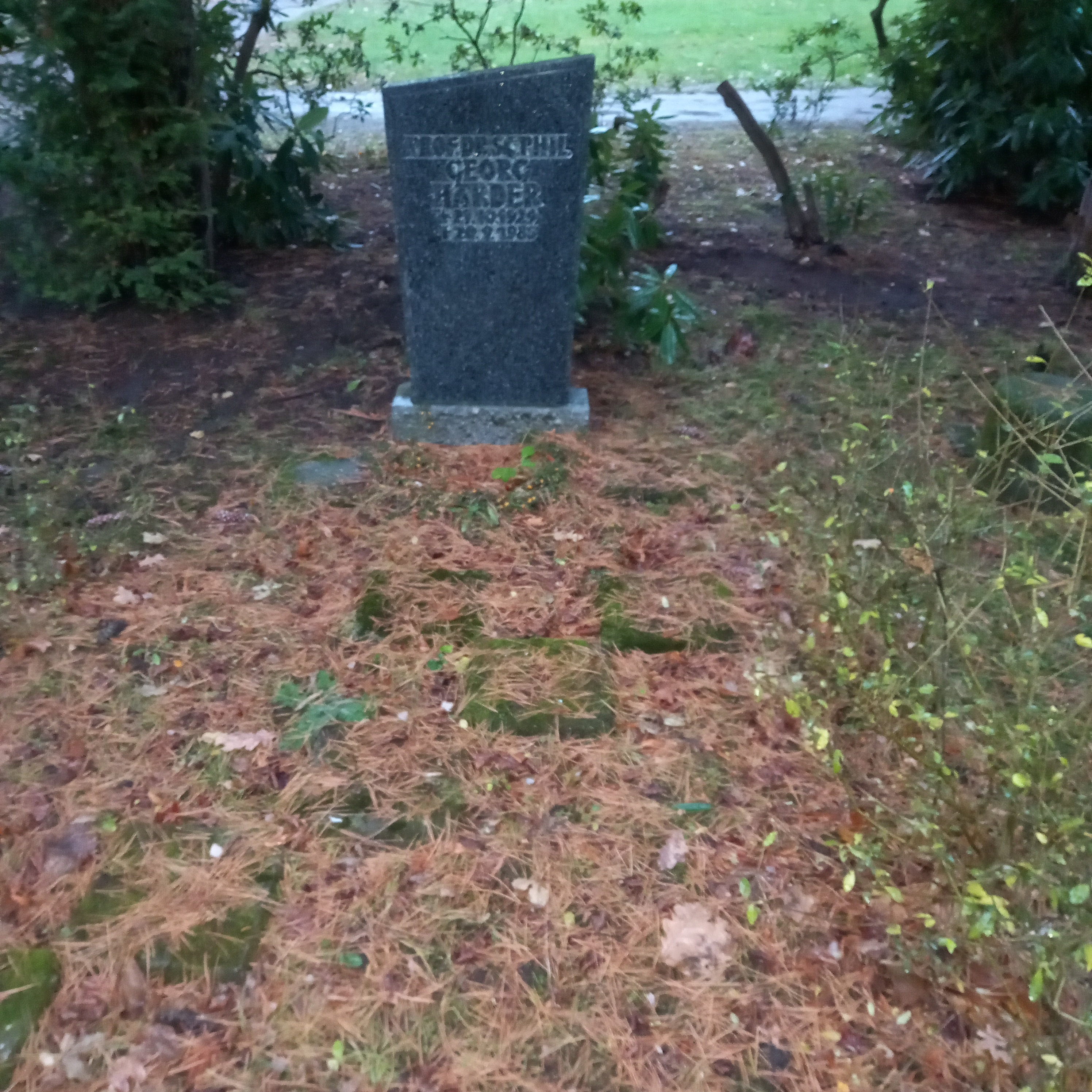
Das Grab von Georg Harder auf dem Südfriedhof (Leipzig)

## Leben
Harder zog 1946 zu Verwandten nach Wernigerode, wo er eine zweijährige Tischlerlehre absolvierte. Danach war er als Bauarbeiter tätig. Von 1949 bis 1951 arbeitete er als Zuschneider im Sägewerk Wernigerode. 1950 trat Hader in die SED ein. 1951 wurde er Leiter der Abteilung Arbeiter- und Landjugend der FDJ-Kreisleitung Wernigerode. Von 1952 bis 1956 war er als Lehrer an der Kreisparteischule der SED in Drei Annen Hohne, bis 1958 Lehrer an der Bezirksparteischule der SED in Magdeburg.
Von 1953 bis 1959 studierte er im Fernstudium Gesellschaftswissenschaften an der Parteihochschule „Karl Marx“ beim ZK der SED. 1962 promovierte er zum Dr. phil. mit der Dissertation Zur Kritik der neothomistischen-katholischen Theorie der Freiheit der Persönlichkeit an der Akademie für Gesellschaftswissenschaften beim ZK der KPdSU in Moskau. 1969 habilitierte er auf den Gebieten Dialektischer und Historischer Materialismus an der Karl-Marx-Universität Leipzig mit der Arbeit Die Dialektik von Sozialem und Nationalen. Zum sozialen Inhalt der nationalen Frage in Deutschland. Nachdem Harder bereits seit 1962 Dozent für Dialektischen und Historischen Materialismus am Franz-Mehring-Institut der Karl-Marx-Universität Leipzig war, erhielt er dort 1971 eine ordentliche Professur, die er bis zu seinem Tod innehatte.